# Intelsat 31
Intelsat 31 (или Intelsat 31/DLA-2) — геостационарный спутник связи, принадлежащий спутниковому оператору компании Intelsat. Предназначен для предоставления телекоммуникационных услуг для Латинской Америки. Большая часть производительных мощностей спутника отданы в пользование провайдеру DirecTV Latin America (DLA), для трансляции телеканалов в режиме высокой чёткости на испаноговорящие страны Южной Америки и Карибского бассейна.
Будет располагаться на орбитальной позиции 95° западной долготы в соседстве со спутниками Intelsat 30 и Galaxy 3C.
Старт был запланирован на 8 июня 2016 года ракетой-носителем Протон-М, но из-за проблем с наземным электрооборудованием был отложен. Запуск был произведен с космодрома Байконур 9 июня в 7:10 UTC. 
9 июня 2016 года (UTC) разгонный блок «Бриз-М» успешно вывел на целевую орбиту с апогеем 65 тысяч км космический телекоммуникационный аппарат Intelsat DLA-2 («Интелсат ДиЭлЭй-2»). Отделение космического аппарата от разгонного блока зафиксировано в 22:40 UTC.

## Аппарат
Построен на базе космической платформы LS-1300 компанией Space Systems/Loral. Электроснабжение обеспечивают два крыла солнечных батарей (по 6 панелей каждое, размах крыльев на орбите — 32,4 м) и аккумуляторные батареи. Мощность спутника — 20 кВт. Двигательная установка включает основной (апогейный) двигатель R-4D-11 с тягой 490 Н и удельным импульсом 312 с, работающий на смеси монометилгидразина и тетраоксида диазота и систему гидразиновых двигателей малой тяги для орбитального маневрирования. Ожидаемый срок службы — более 15 лет. Стартовая масса спутника составляет 6450 кг.

### Транспондеры
На спутник установлены 72 транспондера Ku-диапазона, которые отданы в пользование провайдеру DirecTV Latin America и 4 транспондера C-диапазона, оставшиеся в собственности компании Intelsat.

### Покрытие
Спутник Intelsat 31/DLA-2 будет обеспечивать непосредственное спутниковое вещание (в основном цифровое телевидение) потребителям Латинской Америки.

## Запуск
Во время запуска ракеты-носителя «Протон-М» один из четырех двигателей второй ступени потерял как минимум две трети своей тяги. В связи с этим в момент окончания работы ракеты-носителя и начала работы разгонного блока «Бриз-М» недобор скорости составил 28,2 м/с. Разгонный блок успешно компенсировал этот недобор и спутник Intelsat 31 был успешно выведен на суперсинхронную орбиту 3428х64964 км с наклонением 29.53° с ошибкой всего 1,1 м/с без потери орбитального ресурса спутника.